# 蒙祖爾谷國家公園
39°16′37″N 039°17′33″E / 39.27694°N 39.29250°E

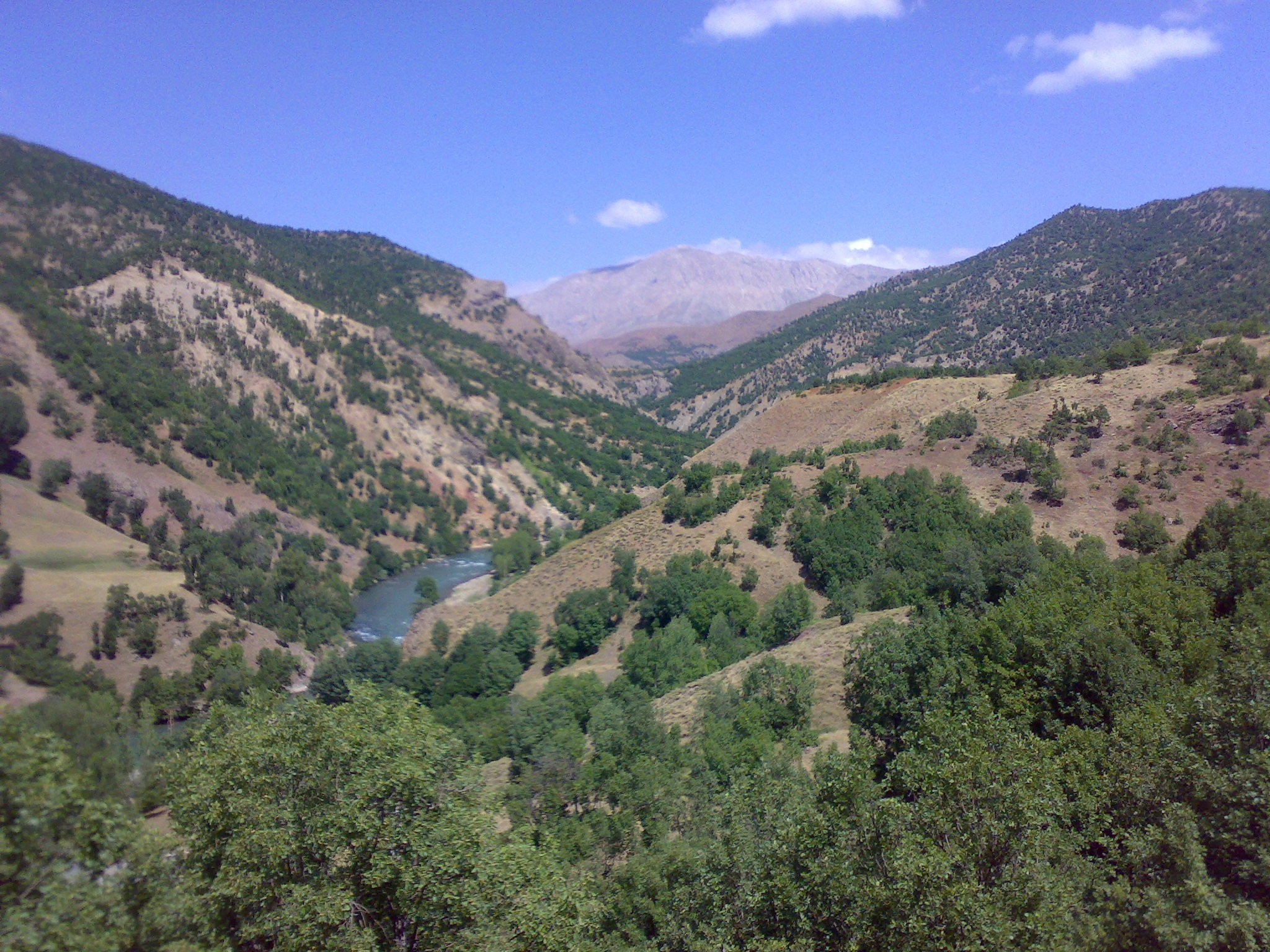

蒙祖爾谷國家公園是土耳其的國家公園，位於該國東部東部安那托利亞地區，處於通杰利省，成立於1971年12月21日，面積420平方公里，受大陸性氣候影響。